# Wjatscheslaw Nikolajewitsch Tenischew

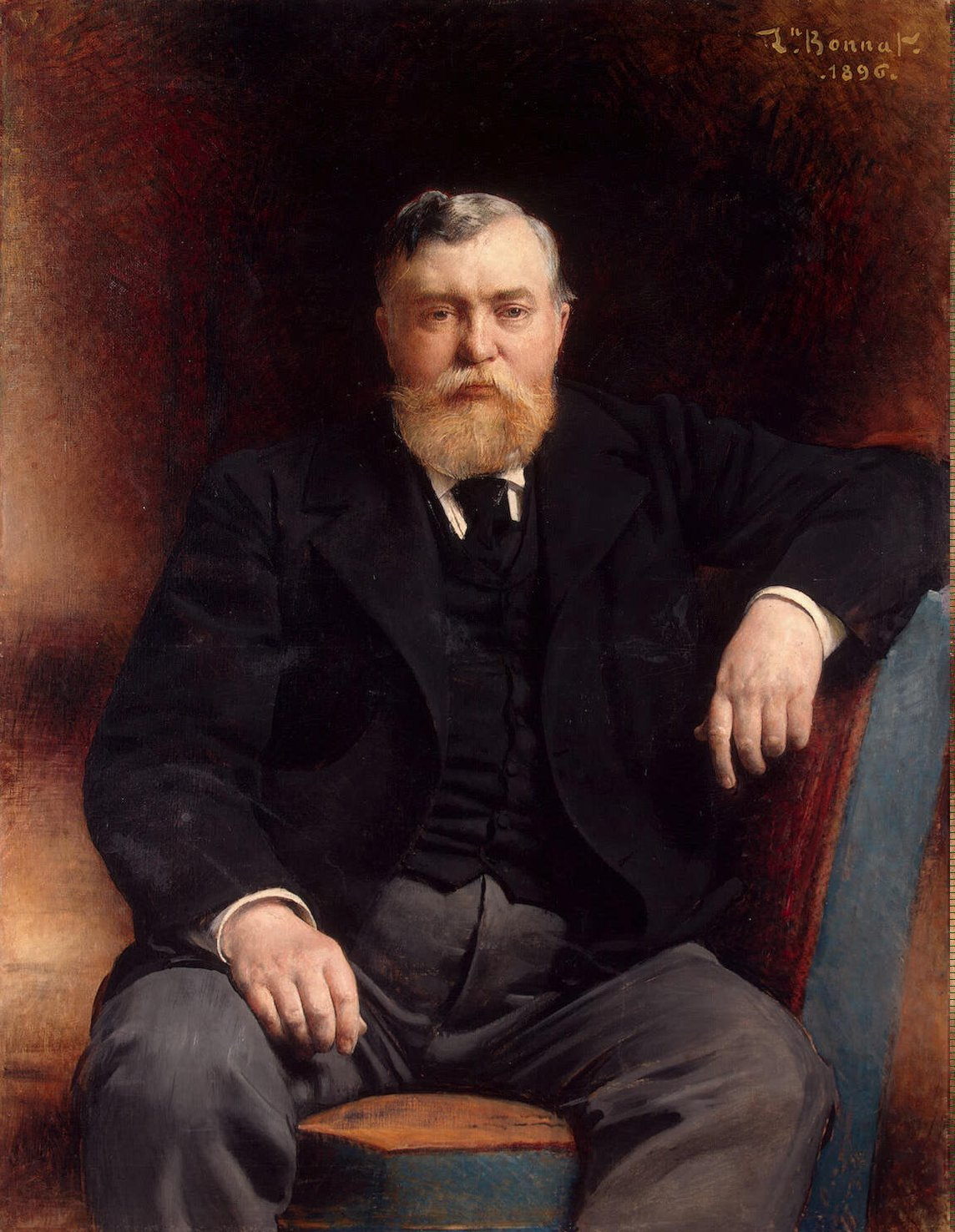
Fürst Wjatscheslaw Nikolajewitsch Tenischew (Porträt von Léon Bonnat, 1896, Eremitage (Sankt Petersburg))

Fürst Wjatscheslaw Nikolajewitsch Tenischew (russisch Князь Вячесла́в Никола́евич Те́нишев; * 2. Februarjul. / 14. Februar 1843greg. in Warschau; † 25. April 1903 in Paris) war ein tatarisch-russischer Ingenieur, Unternehmer und Mäzen.

## Leben
Tenischew, Sohn des Generals und Gouverneurs des Gouvernements Sandomir Fürst Nikolai Iwanowitsch Tenischew, stammte aus einer bedeutenden Fürstenfamilie der Mischari-Tataren, einer Untergruppe der Wolga-Ural-Tataren. Im Alter von 3 Jahren verlor er seine Mutter, so dass er dann beim Onkel im Gouvernement Twer aufwuchs. Zu den vielen Ämtern seines Vaters gehörte auch die Verwaltung der Verkehrswege in Kongresspolen, wo er die ersten Eisenbahnen baute. Tenischew absolvierte das Gymnasium und begann dann ein Studium an der Physikalisch-Mathematischen Fakultät der Universität St. Petersburg. Doch bald verließ er St. Petersburg, um an der Technischen Hochschule Karlsruhe zu studieren (1861–1864).
Nach seiner Rückkehr begann Tenischew als Eisenbahningenieur zu arbeiten. Sein besonderes Interesse galt der Metallverarbeitung. 1870 gründete er auf der St. Petersburger Gutujewski-Insel ein kleines Werk zur Herstellung von Maschinen für die Produktion von Eisenbahnbrücken-Bauteilen. Er wurde Aktionär, Vorstandsvorsitzender und technischer Leiter der 1873 gegründeten Brjansker Gesellschaft für die Lieferung von Eisenbahnbaumaterialien in St. Petersburg, einer der bedeutendsten Metallverarbeitungswerke in Russland. Tenischew trat in die Vorstände der St. Petersburger Internationalen Handelsbankt und der Russischen Außenhandelsbank sowie der Gesellschaft zur Förderung von Industrie und Handel ein. Auch gründete er die Elektrotechnik-Firma Fürst Tenischew & Co.
In erster Ehe war Tenischew mit Anna Dmitrijewna Samjatina, Tochter des Justizministers Dmitri Nikolajewitsch Samjatin, verheiratet, die auf dem Landsitz Alexandrowka bei Mzensk eine Werkstatt für Sticken und Spitzenfertigung eröffnete. Arbeiten dieser Werkstatt wurden auf der Weltausstellung Paris 1900 ausgestellt. 1892 heiratete Tenischew (nach schneller Scheidung von seiner ersten Frau) in zweiter Ehe die unvermögende geschiedene Künstlerin Marija Klawdijewna Nikolajewa, deren Wohltätigkeitsaktivitäten er dann großzügig unterstützte.
1896 zog sich Tenischew aus dem aktiven Geschäftsleben zurück und widmete sich wissenschaftlichen und wohltätigen Projekten, die er aufgrund seines großen persönlichen Vermögens sehr großzügig unterstützte. Sein bekanntestes soziales Projekt war die Tenischew-Schule, für die er in vorbildlicher Weise den Bau und den Unterhalt des Gebäudes für eine Handelsmittelschule in St. Petersburg veranlasste. Bekannte Schüler waren Mandelstam (1907), Naliwkin (1907), Schirmunski (1908), Boris Artzybasheff, Nabokov (1917), Rabinowitch und nach 1917 Pozner und Tschukowskaja. Ein weiteres Projekt war die Einrichtung des Ethnographischen Büros zur Untersuchung des gegenwärtigen Lebens der Bauern. Er spielte Violine und leitete einige Zeit die St. Petersburger Abteilung der Russischen Musikgesellschaft. Er war Kammerherr und Ritter der Ehrenlegion.
Nach Tenischews Tod in Paris wurden seine sterblichen Überreste auf seinen Smolensker Landsitz überführt und in der Heilig-Geist-Kirche des Guts Flenowo bei Talaschkino beigesetzt. 1917 während der Oktoberrevolution wurden die Überreste herausgeholt und auf dem Dorffriedhof verscharrt. Sein Sohn aus erster Ehe war der Jurist und Politiker Wjatscheslaw Wjatscheslawowitsch Tenischew.